# 21 octombrie
ianuarie • februarie • martie  • aprilie  • mai  • iunie  • iulie  • august  • septembrie  • octombrie  • noiembrie  • decembrie
21 octombrie este a 294-a zi a calendarului gregorian și a 295-a zi în anii bisecți. Mai sunt 71 de zile până la sfârșitul anului.

## Evenimente

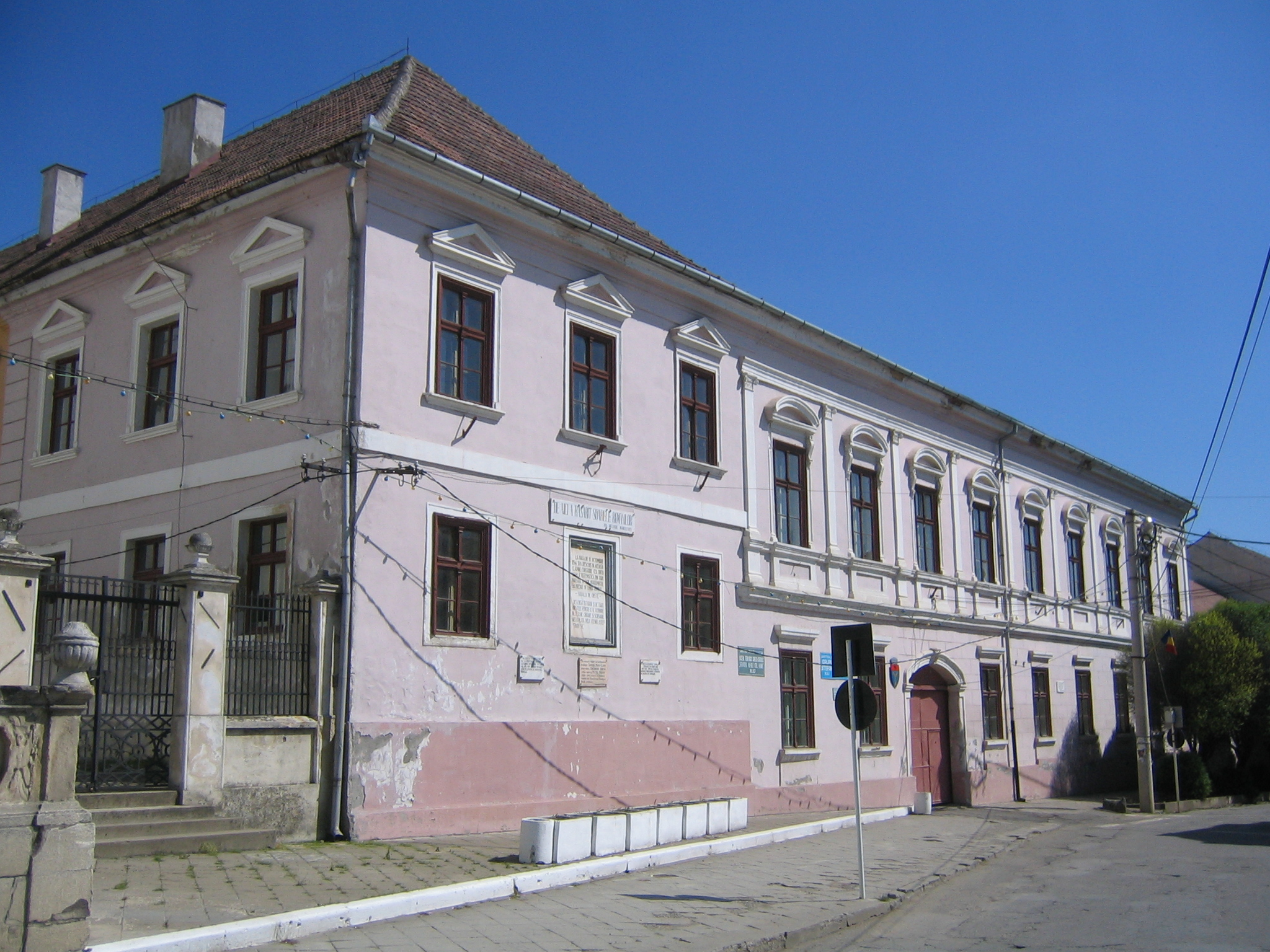
1754: La Blaj este înființată Prima școală cu predare în română din Blaj și printre primele cinci din Transilvania

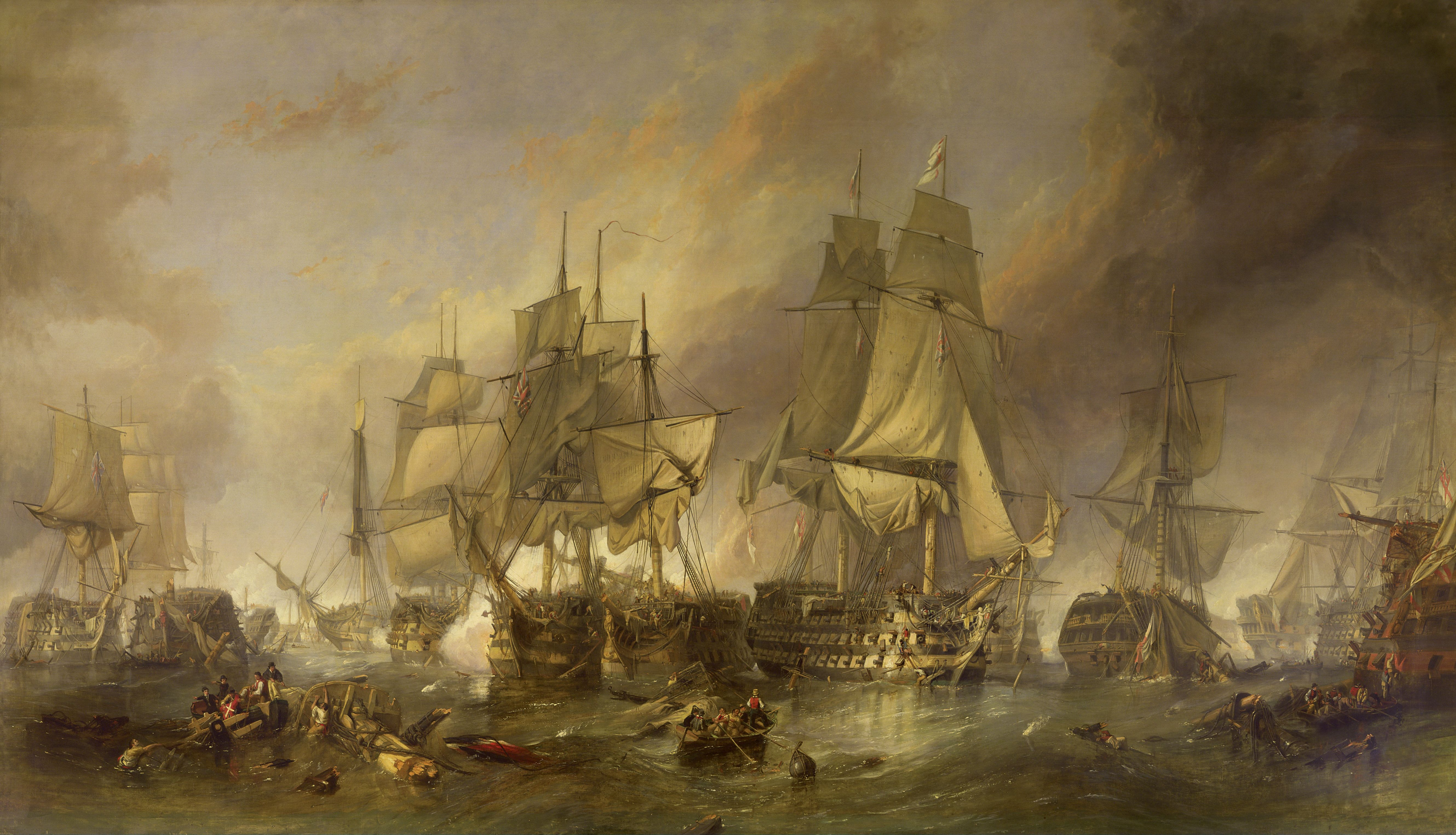
1805: Bătălia de la Trafalgar, în care flota britanică a obținut o strălucită victorie împotriva forțelor navale franco-spaniole; moartea amiralului Horatio Nelson.

- 1097: Prima cruciadă: Cruciații conduși de Boemund de Taranto încep asediul cetății Antiohia, pe care o vor cuceri abia în vara anului 1098.
- 1209: Otto al IV-lea este încoronat împărat al Sfântului Imperiu Roman de către Papa Inocențiu al III-lea.
- 1520: Ferdinand Magellan descoperă strâmtoarea care-i va purta numele.
- 1754: Sunt inaugurate primele școli din Blaj: „Școala de Obște”, cu predare în română, și Gimnaziul din Blaj, cu predare în latină și germană. Blajul devine centrul învățământului românesc din Transilvania.
- 1805: Bătălia de la Trafalgar, în care flota britanică a obținut o strălucită victorie împotriva forțelor navale franco-spaniole; moartea amiralului Horatio Nelson.
- 1854: Florence Nightingale călătorește cu 38 surori medicale spre Scutari, peninsula Crimeea, ca să îngrijească soldații din Războiul Crimeii.
- 1858: La Paris a avut loc premiera operetei Orfeu în infern de Jacques Offenbach.
- 1860: În urma unei convenții naționale a fost proclamată o nouă Constituție a Republicii Argentina, ale cărei baze au fost puse în 1853.
- 1866: A avut loc premiera operei "Viața pariziană", de Jacques Offenbach.
- 1871: S-a constituit Societatea Filarmonică din Timișoara.
- 1879: Thomas Alva Edison a demonstrat cu succes obținerea primului bec electric durabil și practic din punct de vedere comercial, la laboratorul lui din Menlo Park, New Jersey.

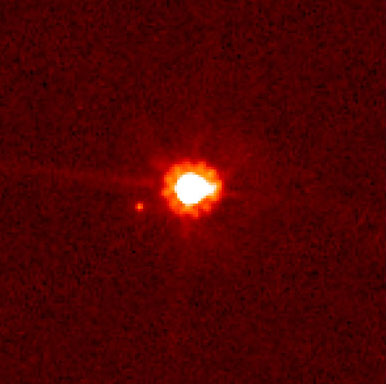
2003: Planeta pitică Eris din centura Kuiper a fost descoperită de către Michael E. Brown, Chad Trujillo și David L. Rabinowitz.

- 1915: Compania americană de telefonie și telegrafie a realizat primul discurs direct transatlantic din Arlington (Virginia), cu destinația Paris, transmis prin sistemul de radio-telefonie.
- 1925: Pictorul Paul Klee expune la Paris singura sa lucrare.
- 1940: Începe "Proiectul Manhattan" având ca obiectiv bomba atomică americană.
- 1944: După șase săptămâni de luptă aliații câștigă în Al Doilea Război Mondial orașul Aachen, primul mare oraș german.
- 1945: În Franța femeile obțin dreptul la vot.
- 1948: ONU a respins cererea sovietică de distrugere publică a tuturor armelor nucleare.
- 1951: Gottfried Benn obține premiul Georg Büchner. (Premiu, care în 1960 va fi decernat lui Paul Celan).
- 1956: Wladyslaw Gomulka a fost ales președinte al Partidului Muncitoresc Unit Polonez și ia puterea în Polonia.
- 1959: La New York se deschide Muzeul Guggenheim, conceput de Frank Lloyd Wright.
- 1960: Primul submarin nuclear britanic, HMS Dreadnought, a fost lansat de regina Elisabeta a II-a a Marii Britanii.
- 1999: A apărut, la București, primul număr al revistei Playboy.
- 2003: Planeta pitică Eris din centura Kuiper a fost descoperită de către Michael E. Brown, Chad Trujillo și David L. Rabinowitz.

## Nașteri
- 1650: Jean Bart, amiral francez (d. 1702)
- 1675: Împăratul Higashiyama al Japoniei (d. 1710)
- 1687: Nicolaus Bernoulli, matematician elvețian (d. 1759)

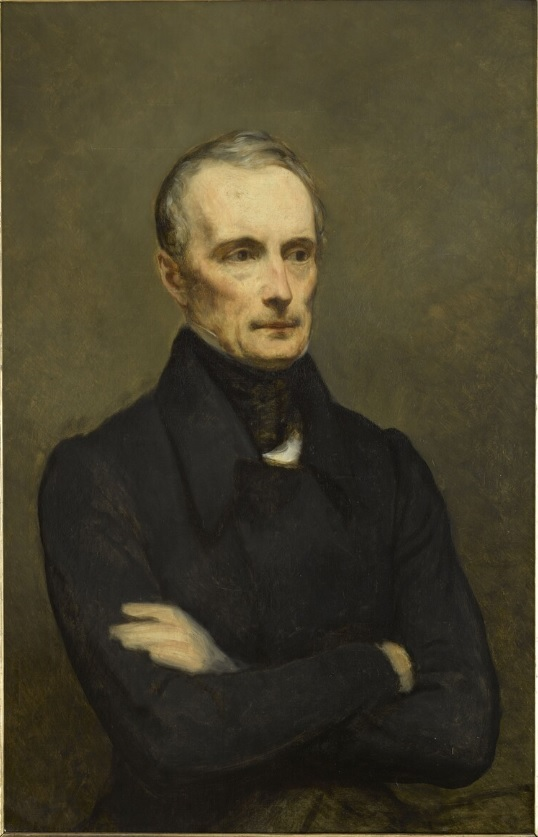
Alphonse de Lamartine, poet francez
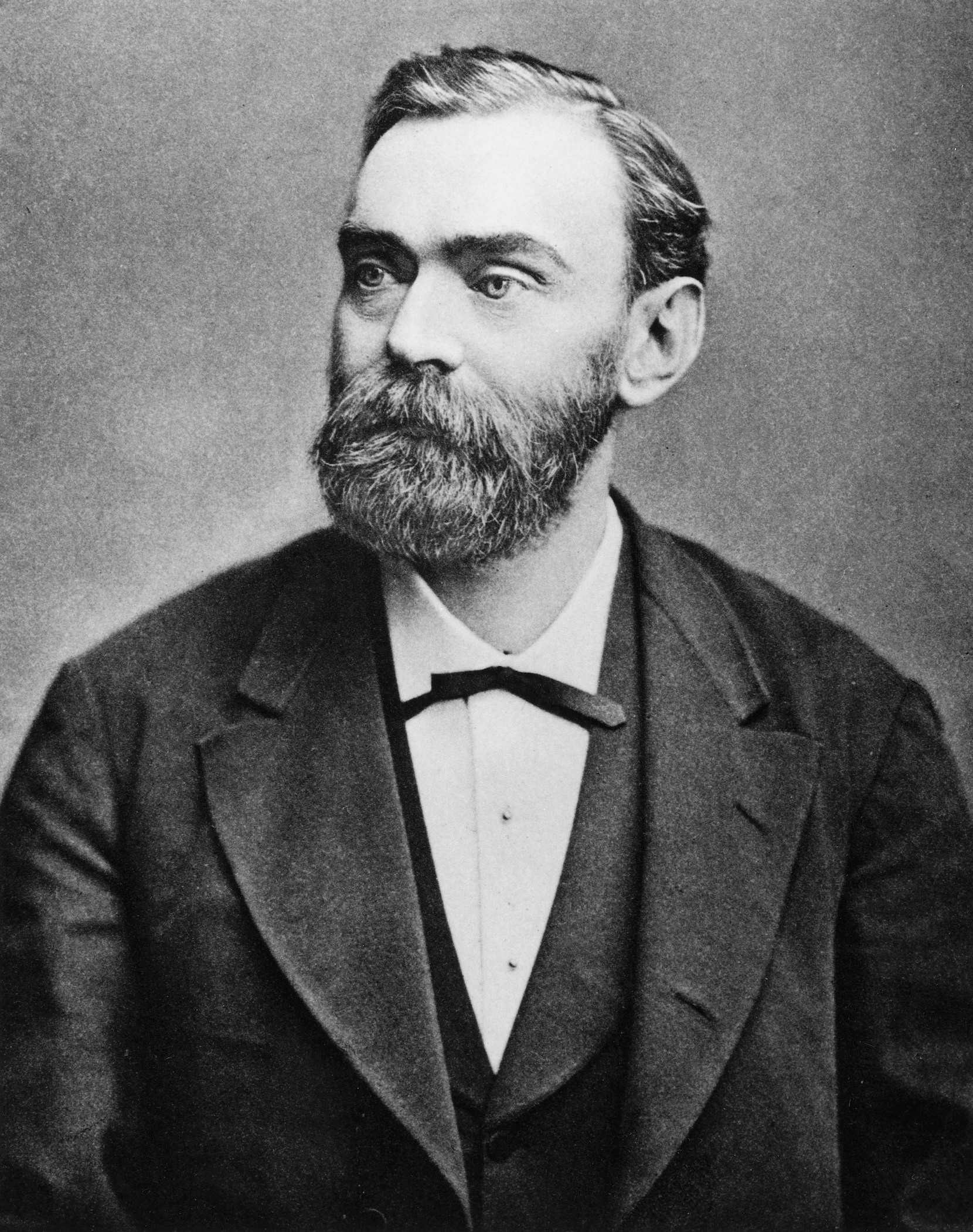
Alfred Nobel, chimist și industriaș suedez
Perpessicius, critic și istoric literar

- 1757: Pierre Augereau, mareșal francez (d. 1816)
- 1760: Katsushika Hokusai, pictor japonez (d. 1849)
- 1772: Samuel Taylor Coleridge, poet și estetician literar englez (d. 1834)
- 1790: Alphonse de Lamartine, poet francez, orator și om de stat (d. 1869)
- 1813: Prințesa Josephine de Baden, mama regelui Carol I al României (d. 1900)
- 1833: Alfred Nobel, chimist și industriaș suedez, inventatorul dinamitei și fondatorul Premiului Nobel (d. 1896)
- 1846: Edmondo De Amicis, scriitor italian (d. 1908)
- 1891: Perpessicius (Dimitrie S. Panaitescu), critic și istoric literar, poet român (d. 1971)
- 1904: Benedict Ghiuș, teolog și monah ortodox român (d. 1990)
- 1917: Dizzy Gillespie (John Birks Gillespie), trompetist, compozitor și bandleader american de jazz (d. 1993)
- 1920: Vladimir Hanga, jurist și scriitor român (d. 2013)
- 1923: Mihai Gafița, critic literar român (d. 1977)
- 1925: Virginia Zeani, soprană română (d. 2023)
- 1929: Ursula K. Le Guin, scriitoare americană de literatură științifico-fantastică (d. 2018)
- 1930: Ivan Silaev, politician rus (d. 2023)

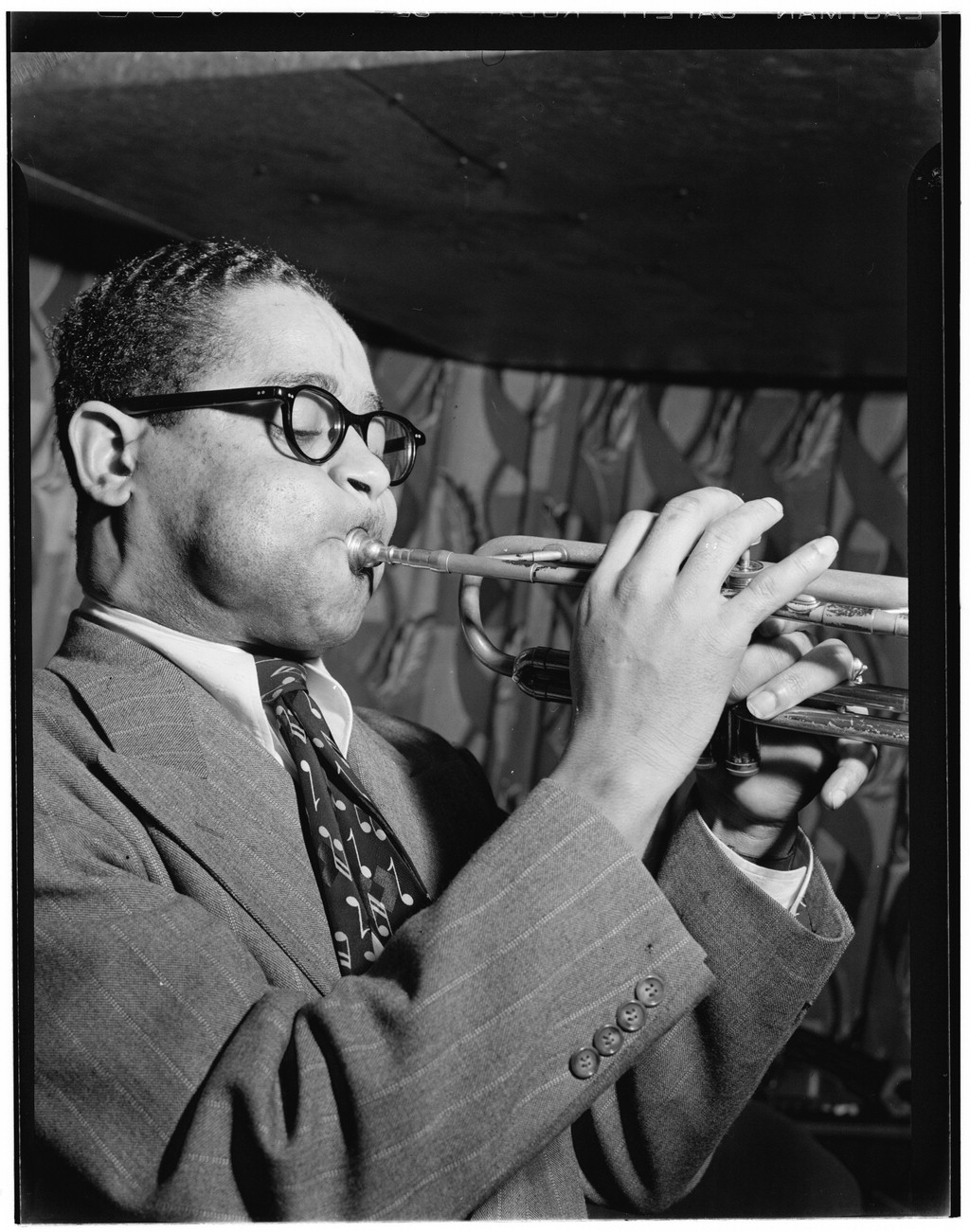
Dizzy Gillespie, trompetist american de jazz
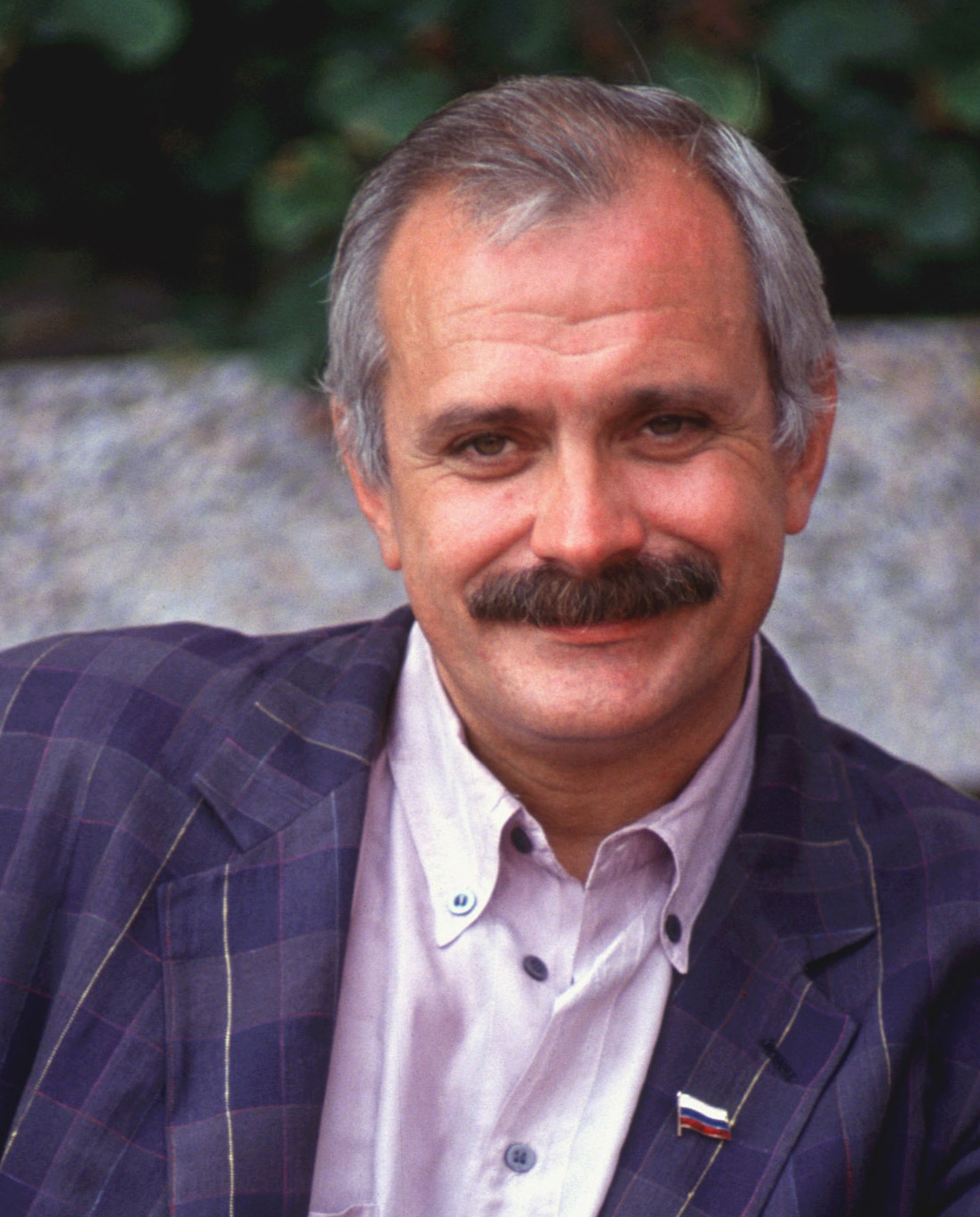
Nikita Mihalkov, regizor rus
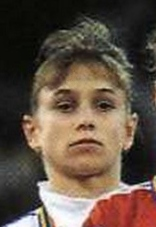
Lavinia Miloșovici, gimnastă română

- 1931: Nicole Courcel, actriță franceză (d. 2016)
- 1933: Simona Bondoc, este o actriță română de teatru și film
- 1933: Francisco Gento, jucător și antrenor spaniol de fotbal (d. 2022)
- 1936: Vartan Arachelian, ziarist și scriitor român de etnie armeană
- 1940: Dumitru Tinu, ziarist român (d. 2003)
- 1943: Tariq Ali, istoric și romancier britanic și pakistanez
- 1945: Nikita Mihalkov, actor și regizor rus
- 1950: Ronald McNair, fizician american și astronaut NASA (d. 1986)
- 1954: Marcel Răducanu, fotbalist român stabilit în Germania
- 1957: Wolfgang Ketterle, fizician german
- 1967: Elisabeta Anghel, atletă română
- 1969: Salman bin Hamad bin Isa al Khalifa, prinț moștenitor al Bahrain
- 1974: Costel Busuioc, tenor român
- 1976: Lavinia Miloșovici, gimnastă română de etnie sârbă
- 1980: Kim Kardashian, vedetă de televiziune americană
- 1992: Marzia Bisognin, Youtuber-iță italiană
- 2001: Georg Steinhauser, ciclist german

## Decese
- 0310: Papa Eusebiu
- 1422: Regele Carol al VI-lea al Franței (n. 1368)
- 1494: Gian Galeazzo Sforza, Duce de Milano (n. 1469)
- 1556: Pietro Aretino, scriitor din Arezzo (n. 1492)

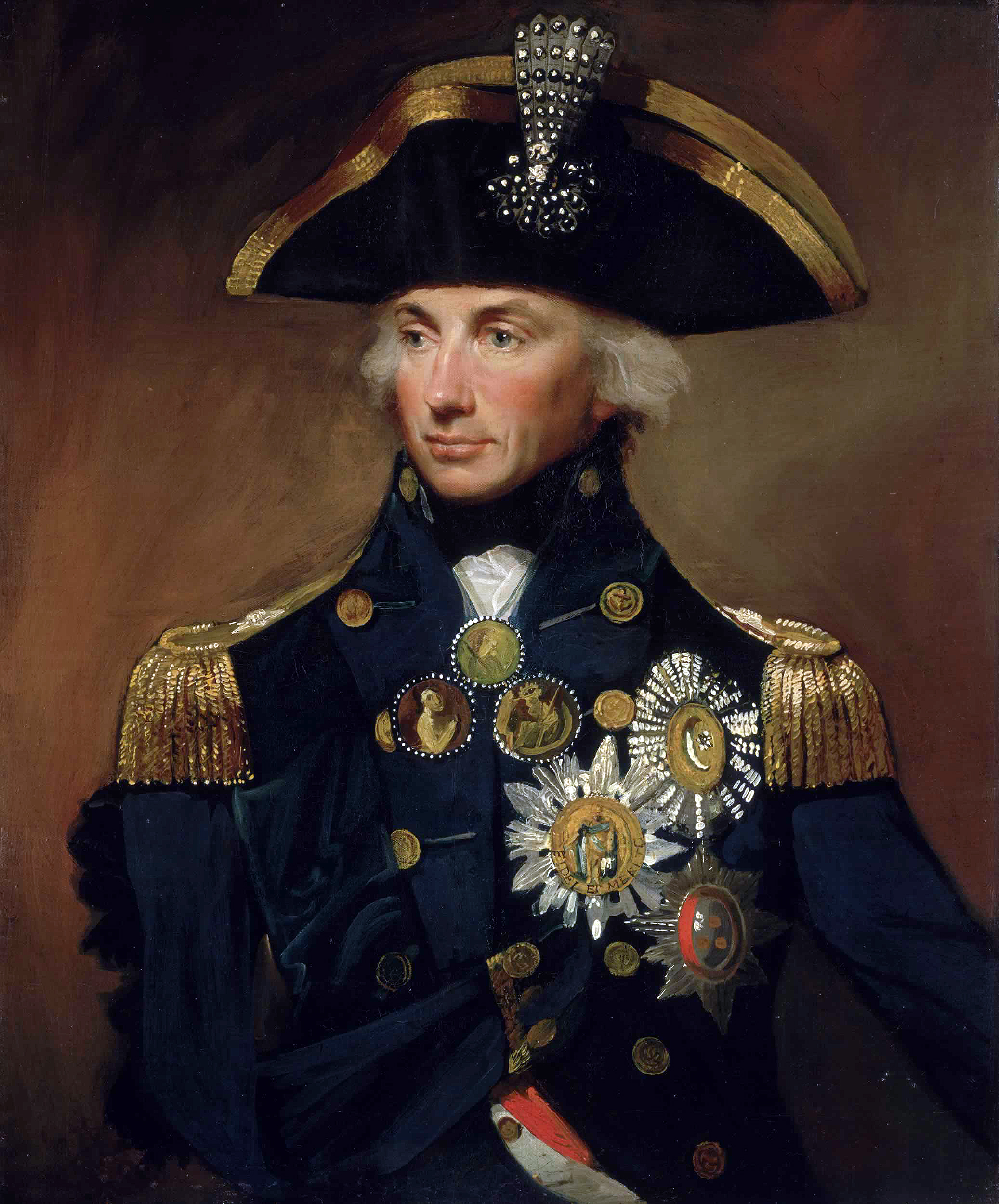
Horatio Nelson, amiral britanic
Pamfil Șeicaru, ziarist și prozator român
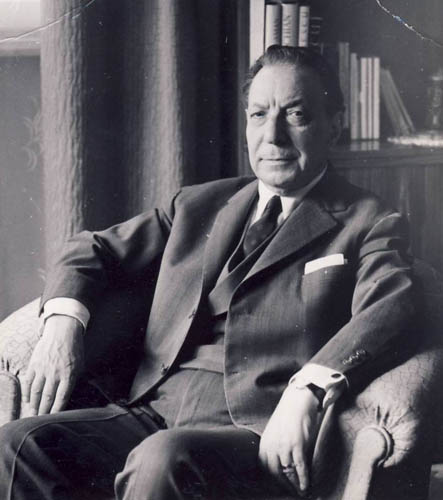
Ion Finteșteanu, actor român

- 1805: Horatio Nelson, amiral britanic (n. 1758)
- 1915: Virgil Onițiu, scriitor, publicist român, membru al Academiei Române (n. 1864)
- 1921: Tudor Pamfile, folclorist și scriitor român (n. 1883)
- 1980: Pamfil Șeicaru, ziarist și prozator român (n. 1894)
- 1984: Ion Finteșteanu, actor român de teatru și film (n. 1899)
- 1982: Radka Toneff, cântăreață de muzică jazz norvegiană (n. 1952)
- 1984: François Truffaut, regizor francez (n. 1932)
- 1996: Oleg Danovski, balerin și coregraf român (n. 1917)
- 2007: François Chamoux, arheolog, istoric elenist și filolog francez (n. 1915)
- 2011: Sultan bin Abdul-Aziz Al Saud, prințul moștenitor al Arabiei Saudite (n. 1928)
- 2016: Vasile Andru, scriitor român (n. 1942)
- 2016: Constantin Frățilă, fotbalist român (n. 1942)
- 2018: Ilie Balaci, fotbalist român (n. 1956)
- 2021: Bernard Haitink, dirijor și violonist neerlandez (n. 1929)
- 2023: Bobby Charlton, fotbalist englez (n. 1937)

## Sărbători
- Cuv. Mart. Visarion, Sofronie și Sf. Mc. Oprea; Sf. Preoți Mart. Ioan din Gales și Moise Măcinic din Sibiel; Cuv. Ilarion cel Mare (calendarul ortodox și greco-catolic)